# Sacri Cuori di Gesù e Maria a Tor Fiorenza (titolo cardinalizio)
Sacri Cuori di Gesù e Maria a Tor Fiorenza (in latino: Titulus Sacrorum Cordium Iesu et Mariæ ad Turrim "Fiorenza") è un titolo cardinalizio istituito da papa Francesco il 14 febbraio 2015. Il titolo insiste sulla chiesa dei Sacri Cuori di Gesù e Maria.
Dal 14 febbraio 2015 il titolare è il cardinale Edoardo Menichelli, arcivescovo emerito di Ancona-Osimo.

## Titolari
- Edoardo Menichelli, dal 14 febbraio 2015